# Apodasya pilosa
Apodasya pilosa là một loài bọ cánh cứng trong họ Cerambycidae.